# Towarzystwo Przyjaciół Sztuk Pięknych w Krakowie

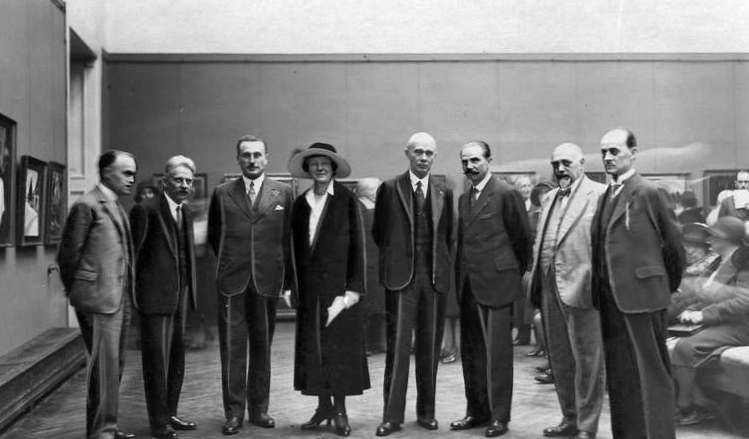
Otwarcie wystawy prac malarskich Andrzeja Olesia w Pałacu Sztuki w Krakowie. Od lewej: sekretarz Towarzystwa Przyjaciół Sztuk Pięknych w Krakowie Artur Schroeder, artysta malarz Andrzej Oleś, wicewojewoda krakowski Mieczysław Bilek, pani Kwaśniewska, wojewoda krakowski Mikołaj Kwaśniewski, prezydent Krakowa Władysław Belina-Prażmowski, wiceprezydent Krakowa Witold Ostrowski i wiceprezydent Krakowa Stanisław Klimecki, 1931

Towarzystwo Przyjaciół Sztuk Pięknych (TPSP) – stowarzyszenie artystów i miłośników sztuki założone w 1854 w Krakowie z inicjatywy Walerego Wielogłowskiego.
Pod patronatem członków Towarzystwa i reprezentantów Rotary International, odbywają się prezentacje polskiej sztuki współczesnej jak wystawy prac ze zbiorów krakowskich Rotarian i ich rodzin. Pałac Sztuki gości wystawy artystów polskich i zagranicznych, organizuje aukcję dzieł sztuki. Powołano Instytut Badań i Dokumentacji dzieł sztuki będących własnością Towarzystwa. Wydaje katalogi dotyczące malarstwa, grafiki, rysunku i rzeźby.

## Historia
Członkowie TPSP wykupywali akcje, które upoważniały ich do udziału w corocznym losowaniu dzieł sztuki zakupionych przez Zarząd (jedną z takich nagród był np. „Stańczyk” Jana Matejki) oraz do otrzymania bezpłatnej premii w postaci doskonałej jakości grafiki (najczęściej reprodukcji jakiegoś znanego obrazu). To właśnie dzięki premiom TPSP dzieła Matejki i innych słynnych twórców docierały do licznych polskich domów we wszystkich zaborach. Czasami premie te były też konfiskowane na granicach przez władze rosyjskie albo pruskie.
Instytucja ta od zawsze opierała działalność na pracy społecznej swych członków, reprezentujących różne zawody i środowiska. W dwudziestoleciu międzywojennym zaczęły powstawać różne instytucje kulturalne, takie jak np. Związek Polskich Artystów Plastyków, które przejmowały część dawnych obowiązków TPSP. Zaczęły się też spory, które w latach 20. posunęły się tak daleko, iż pomówiony przez niektórych członków Zarządu, sekretarz Artur Schroeder, popełnił samobójstwo. TPSP jako symbol „artystycznej reakcji” była atakowana przez zwolenników nowych prądów w sztuce: formistów i kolorystów. Po wojnie instytucje próbował przejąć państwowy zarząd Biur Wystaw Artystycznych. Przez jakiś czas Pałac Sztuki mieścił zarówno TPSP, jak i BWA, co uległo zmianie dopiero po wybudowaniu naprzeciw tzw. „Bunkra Sztuki”.
Na wzór krakowskiego TPSP powstały podobne w Poznaniu i Lwowie oraz Towarzystwo Zachęty Sztuk Pięknych (1860) w Warszawie. Przez jakiś czas próbowano stworzyć nawet wspólną, międzyzaborową, dyrekcję.

## Siedziba
Towarzystwo miało kilka siedzib: Pałac Larischa, odbudowany po pożarze obecny Pałac Biskupi, część sal w Sukiennicach. Od roku 1901 mieści się we własnej siedzibie nazywanej Pałacem Sztuki przy Placu Szczepańskim 4. Po drugiej wojnie światowej przybył jeszcze Salon w Nowej Hucie przy Al. Róż oraz Dworek Jana Matejki. W latach 80. w spadku po profesorze K. Estreicherze TPSP otrzymało willę na Woli Justowskiej z zabytkową chałupą, gdzie profesor chciał urządzić Muzeum Zwierzyńca.

### Oddziały muzealne TPSP
- Pałac Sztuki
  - Dolny Pałac Sztuki
  - Górny Pałac Sztuki
  - Świetlica Wyspiańskiego
- Dworek Jana Matejki – Muzeum Pamiątek po Hugonie Kołłątaju i Janie Matejce, poczet Królów Polski
- Willa Karola Estreichera – Muzeum Rodu Estreicherów, Strat Kultury i Rewindykacji

## Zbiory
Towarzystwo posiada bogate zbiory pochodzące z zakupów, darów i depozytów. Najmniejszą ich grupę stanowią dzieła sprzed 1850 r. Wśród nich m.in.: dwie marmurowe główki antyczne, fragment posadzki bizantyjskiej z mozaiką, Chrystus (szkoła bolońska XV w.), „Wyjazd rodziny E.” Joosa Moompera, kopia obrazu Quentina Massysa „Zdjęcie z krzyża” autorstwa Triciusza oraz prace Dominika Östreichera.
Okres późniejszy reprezentują m.in.: Jan Matejko, Maurycy Gottlieb, Stanisław Wyspiański, Jacek Malczewski, Józef Mehoffer, Teodor Axentowicz, Xawery Dunikowski, Konstanty Laszczka, Leopold Gottlieb, Adam Markowicz.
Wśród dzieł po 1945 przeważają prace krakowskich kolorystów.
Towarzystwo posiada około 100 autoportretów artystów polskich.

## Godło
Godłem TPSP jest dawny herb cechu malarzy: trzy srebrne tarcze na zielonym tle.

## Zarząd
Pierwszą dyrekcję TPSP stanowili zamożni ziemianie jednak w ciągu czterech lat wielu z nich zrezygnowało z pełnienia funkcji. Toteż od 1858 zaczyna się nowy okres, który trwa do 1927 roku. Były to najlepsze lata TPSP i okres jej największego znaczenia, związany najpierw z promowaniem malarstwa historycznego (Matejko, Grottger, Rodakowski), a potem Młodej Polski (Wyspiański, Weiss, Mehoffer). W tym czasie przypadła prezesura Edwarda Raczyńskiego (1895–1926). Po jego śmierci nastąpił kryzys, związany też z ogólnym załamaniem światowej gospodarki po „czarnym czwartku”. W styczniu 1927 artyści zrzeszeni w Towarzystwie Artystów Polskich „Sztuka”, Związku Polskich Artystów Plastyków i Cechu Artystów Plastyków Jednoróg ogłosili bojkot TPSP i zorganizowali Wystawę Niezależnych w kamienicy Józefa Sperlinga. Ze stanowiska musiał odejść Antoni Waśkowski, którego zastąpił Artur Schroeder. Po samobójstwie tego ostatniego w 1934 (co było wynikiem „nagonki” zorganizowanej przez Adolfa Szyszko-Bohusza, znów wymianie uległa część zarządu. Podobna sytuacja miała miejsce trzy lata później i była związana z głośnym bojkotem TPSP, które nie przyjmowało na wystawy dzieł młodych artystów (szczególnie z grupy „Kapistów” i ówczesnej awangardy abstrakcyjnej).
Działalność TPSP przerwał wybuch wojny, a Pałac Sztuki został zarekwirowany przez władze niemieckie. Po wojnie restytuowano Towarzystwo. Jego prezesami zostali: prof. Franciszek Walter, prof. Tadeusz Dobrowolski a w końcu prof. Karol Estreicher, który przez 25 lat kierował instytucją. Po jego śmierci prezesem został Ignacy Trybowski (1984–1994), a następnie w latach 1994–1996 – prof. Kazimierz Nowacki. Od roku 1996 towarzystwem kieruje Zbigniew Kazimierz Witek, były członek Rotary International Kraków.

### Prezesi
- ks. Władysław Hieronim Sanguszko (1854–1869)
- ks. Marceli Czartoryski (1870–1892)
- Henryk Rodakowski (1893–1894)
- hr. Edward Raczyński (1895–1913)
- (vacat) (I-IX – 1913)
- Wojciech Kossak (1914–1918)
- hr. Edward Raczyński (1918–1926)
- Feliks Kopera (1926–1927)
- Władysław Jarocki (1927–1934)
- Marian Dąbrowski (1935–1939)
- Wojciech Kossak (1939–1940)
- Franciszek Walter (1940–1950)
- Tadeusz Dobrowolski (1950–1958)
- Karol Estreicher Jr (1958–1984)
- Ignacy Trybowski (1984–1994)
- Kazimierz Nowacki (1994–1996)
- Zbigniew Kazimierz Witek (od 1996)

### Wiceprezesi
- hr. Henryk Wodzicki (1854–1883)
- Marceli Jawornicki (1884–1885)

Od 1885 po złączeniu się z lwowskim TPSP wybierano 2 wiceprezesów:
- Stanisław Tomkowicz (1885–1905)
- Julian Fałat (1885–1900)
- Piotr Stachiewicz (1900–1913)
- Konstanty Górski (1905–1909)
- Seweryn Böhm (1911–1913)
- Wojciech Kossak (1913–1914)
- Tadeusz Cybulski (1913–1918)
- Feliks Kopera (1918–1926)
- Alfons Karpiński (1918–1927)
- Leonard Lepszy (1926–1927)
- Wiesław Zarzycki (1927–)
- Bolesław Rozmarynowicz (1927–)
- Leonard Lepszy (1927–1933)
- Józef Muczkowski (1927–1935)
- Jan Krzyżanowski (1933–1935)
- Franciszek Walter (1935–1940)
- hr. Roman Scipio del Campo (1938–1939)
- Wojciech Weiss (1945–1950)
- hr. Xawery Pusłowski (1945–1950)
- Ludomir Ślendziński (1951–1953)
- Eugeniusz Tor (1951–1953)
- Jerzy Fedkowicz (1953–)
- Karol Estreicher Jun. (1953–1958)
- Tadeusz Seweryn (1953–1975)
- Zdzisław Przebindowski ()
- Tadeusz Jackowski (1971–)
- Władysław Borusiewicz (1963–1996)
- Stanisław Szmuc (–1996)
- Ludwik Pindel (1996–1998)
- Krzysztof Pałecki (1996–obecnie)

### Pierwsza dyrekcja (1854)
- ks. Władysław Hieronim Sanguszko (1854–1869)
- hr. Henryk Wodzicki (1854–1883)
- Walery Wielogłowski (1854–1865)
- Władysław Dąbski (1854–)
- Ambroży Grabowski (1854–1856)
- Adam Górczyński (1854–1858)
- Michał Łuszczkiewicz (1854–1858)
- hr. Artur Władysław Potocki (1854–)
- Franciszek Paszkowski (1854–)
- Wincenty Siemiński (1854–)
- Radziewoński (1854–1858)
- Eugeniusz Dzieduszycki (1854–1858)
- Wincenty Kirchmajer (syn) (1854–)
- Hilary Merciszewski (1854–)
- Karol Kremer (1854–)

### Druga dyrekcja (1858)
- Paweł Popiel (1858–)
- xx. Jan Scipio (1858–)
- Xawery Masłowski (1858–)
- Lucjan Siemieński (1858–)
- Felicjan Darowski (1858–)
- Sylwester Grzybowski (1858–)
- Filip Pokutyński (1858–)
- Teofil Żebrawski (1858–)
- Ludwik Łempicki (1859–)
- Józef Kołosowski (1865–1870)
- Hipolit Seredyński (1865–)
- Maurycy Mann (1869–)
- Marceli Jawornicki (1869–)
- Antoni Zalewski (1869–)
- Aleksander Makowski (1870–1871)
- ks. Marceli Czartoryski (1870–1892)
- Eustachy Januszkiewicz (1871–)
- Antoni Zalewski (1871–1872)
- Piotr Umiński (1872–1885)
- Jan Matejko (1872–)
- Władysław Łuszczkiewicz (1872–)
- Juliusz Kossak (1872–)
- Józef Friedlein (1878–)
- Jan Matejko (1878–1893)
- Walery Gadomski (1878–)
- Marceli Jawornicki (1878–1885)
- Juliusz Kossak (1879–)
- Henryk Lisicki (1879–)
- Leopold Loeffer (1879–)
- Stanisław Tarnowski (1879–)
- Izydor Jabłoński (1879–)
- Feliks Szynalewski (1879–)
- Bronisław Abramowicz (1879–)
- Marian Sokołowski (1883–)
- Karol Estreicher St. (1885–)
- dr Henryk Jordan (1885–)
- Stanisław Tomkowicz (1885–)
- Zygmunt Cieszkowski (1886–1894)
- Florian Cynk (1886–)
- Ludwik Michałowski (1886–)
- Teodor Rygier (1886–)
- Kazimierz Pochwalski (1887–)
- Mieczysław Pawlikowski (1887–)
- Piotr Stachiewicz (1889–)
- Karol Pieniążek (1890–)
- Alfred Romer (1890–)
- Karol Zaręba (1891–)
- Konstanty Górski (1891–)
- Józef Rostafiński (1891–1913)
- Henryk Rodakowski (1893–1894)
- Jan Rotter (1894–)
- Wincenty Wodzinowski (1894–1905)
- Seweryn Böhm (1894–1921)
- hr. Edward Raczyński (1895–1926)
- Julian Fałat (1895–)
- dr Franciszek Wiedeger (1895–)
- Leon Wyczółkowski (1897–)
- Tadeusz Stryjeński (1897–)
- Teodor Talowski (1898–)
- Włodzimierz Tetmajer (1898–1907)
- Józef Kotarbiński (1898–1905)
- Antoni Beaupre (1901–)
- Feliks Kopera (1901–1927)
- Józef Muczkowski (1902–1934)
- Konstanty Laszczka (1903–1906)
- Jacek Malczewski (1903–1907)
- hr. Jerzy Mycielski (1903–1910)
- Władysław Prokresch (1904–1905)
- Jan Zawiejski (1904–1907)
- Julian Pagaczewski (1905–1906)
- Edward Trojanowski (1905–1906)
- Władysław Prokresch (1906–1923)
- Józef Czajkowski (1906–1909)
- Stefan Filipkiewicz (1906–1918)
- Wacław Szymanowski (1906–1907)
- Leonard Lepszy (1907–1933)
- Witold Noskowski (1907–1918)
- Jerzy Warchałowski (1907–1909)
- Włodzimierz Tetmajer (1908–1924)
- Wojciech Kossak (1909–1940)
- Marian Nowak (1909)
- Tadeusz Cybulski (1910–1919)
- Juliusz Grosse (1910–1925)
- Julian Nowak (1910–1919)
- Alfons Karpiński (1911–1927)
- Jan Bukowski (1913–1918)
- Józef Butrymowicz (1914–1924)
- Alfred Potocki (1918–1920)
- Franciszek Turek (1918–1927)
- Henryk Uziembło (1918–1927)
- Włodzimierz Żuławski (1918–1927)
- Karol Holeksa (1919–1926)
- Wiesław Zarzycki (1920–1927)
- Julian Nowak (1921–1927)
- Erazm Barcz (1923–1928)
- Adam Kramarzyński (1923–1927)

### Kryzys w latach 1926/1927
- Karol Hukan (1926–1927)
- Edward Kubalski (1926–1927)
- hr. Roger Raczyński (1926–1927)
- Marcin Koziełkowski (1927)
- Jan Krzyżanowski (1927)
- Józef Kwiatkowski (1927)
- Józef Lewicki (1927)
- Adam Maciąg (1927)
- Władysław Rutkowski (1927)
- Witold Rzegociński (1927)
- Adolf Szyszko-Bohusz (1927–1933)
- Marian Dąbrowski (1927–1939)
- Zygmunt Ehrenpreis (1927–1930)
- Jan Glatzel (1927–1934)
- Jan Hryńkowski (1927)
- Franciszek Klein (1927–1945)
- Józef Kwiatkowski (1927)
- Józef Lewicki (1927)
- Kazimierz Pochwalski (1927–1931)
- Bolesław Rozmarynowicz (1927)
- Jan Rubczak (1927–1934)
- Ryszard Reynard (1927)
- Franciszek Walter (1927–1950)
- Jerzy Winiarz (1927–1928)
- Artur Schroeder (1927–1934)
- Władysław Jarocki (1927–1934)
- Ignacy Pieńkowski (1927–1928)
- Stanisław Popławski (1927–1937)
- Antoni Mueller (1928–1933)
- Zbigniew Pronaszko (1929–1932)
- Teodor Grott (1930–1961)
- Wojciech Weiss (1932–1950)
- Franciszek Mączyński (1933–1935)

### Kryzys po samobójstwie Schroedera (1934)
- Jan Krzyżanowski (1934–1938)
- Mieszko Jabłoński (1934–1946)
- Tadeusz Seweryn (1934–1975)
- Stanisław Kramarczyk (1934–1939)
- Tadeusz Szydłowski (1935–1937)
- Jan Glatzel (1935–1936)
- Tadeusz Piotrowski (1936–1938)
- Tadeusz Rogalski (1936–1938)
- hr. Edward Tyszkiewicz (1936–1937)
- Marcin Samlicki (1937–1939)
- hr. Roman Scipio del Campo (1937–1957)

### Zarząd kompromisowy po bojkocie w 1937
- Karol Hukan (1938–1945)
- Stanisław Komornicki (1938–1939)
- Julian Nowak (1938–1939)
- hr. Xawery Pusłowski (1938–1952)
- Jan Burzyński (1939–1945)
- Antoni Procajłowicz (1939–1945)
- Jan Unierzyński (1939–1945)

### Nowy Zarząd po 1945
- Tadeusz Piotrowski (1945–1949)
- Eugeniusz Geppert (1945–1946)
- Jan Greger (1945–1948)
- Eugeniusz Tor (1945–1953)
- Jan Struszkiewicz (1945–1946)
- Karol Bunsch (1946–1953)
- Halina Rudzka-Cybisowa (1946–1950)
- Tadeusz Dobrowolski (1946–1958)
- Czesław Rzepiński (1946–1953)
- Stanisław Turczyński (1948–1950)
- Jerzy Fedkowicz (1950–1953)
- Stanisław Krzyształowski (1950–1953)
- Marcin Krzyżanowski (1950–)
- Władysław Zychowicz (1950–)
- Ludomir Ślendziński (1951–1953)
- Stanisław Rzecki (1951–1953)
- Tadeusz Rogulski (1951–1953)
- Stefan Kamiński (1952–1974)

### Zarząd „estreicherowski”
- Karol Estreicher (1953–1984)
- Ignacy Trybowski (1957–1994)
- Kazimierz Nowacki (–1996)
- Zbigniew Bieganski (–1994)
- Zofia Sołtysowa (–1994)
- Jerzy Mitarski –
- Stanisław Krzyształowski –
- Zdzisław Przebindowski –
- Tadeusz Jackowski –
- Władysław Borusiewicz (–1996)
- Stanisław Szmuc (–1996)
- Domicella Dąbrowska Łuciuk (–1996)
- Andrzej Borowski (–1996)
- Ryszard Kwiecień (–1996)
- Ludwik Pindel (–1998)
- Bolesław Oleszko (–1996)
- Ryszard Kwiecień (–1996)
- Jacek Hajto (1994–1996)
- Michał Rożek (–1996)
- Władysław Kucharz (–1996)
- Andrzej Zawartka (–1996)
- Jerzy Nadhera (–1997)

### Okres przejściowy
- Maciej Miezian (1994–1996)
- Zbigniew Witek (1994–1999)
- Jan Szancenbach (1994–1996)
- Maria Czekieruk (1995–1996)

### Tzw. „odrodzony” Zarząd (1996)
- Andrzej Barański (1996–1998)
- Kazimierz Lankosz (1996–obecnie)
- Gabriel Misak (1996–1998)
- Krzysztof Moczurad (1996–obecnie)
- Marian Noga (1996–obecnie)
- Jerzy Nowakowski (1996–obecnie)
- Krzysztof Pałecki (1996–1998)
- Ludwik Pindel (1996–1998)
- Maciej Piwowarczyk (1996–1997)
- Zbigniew Taborowski (1996–1997)
- Stanisław Włodyka (1996–1998)
- Juliusz Joniak (1996–obecnie)
- Baranowski (1996–1998)
- Maciej Kaliski (1996–1998)
- Wiesław Czuba (1997–1998)
- Jerzy Majkowski (1997–1998)
- Roman Banaszewski (1997–1998)
- Marian Orczyk (1997–obecnie)
- Jerzy Vetulani (2001–2017)
- Antoni Dziatkowiak
- Andrzej Zoll